# Josep Maria Miró i Gellida
Josep Maria Miró i Gellida (Barcelona, 22 de diciembre de 1969) es un arquitecto español.
Es licenciado en Arquitectura por la Escuela Técnica Superior de Arquitectura de Barcelona (1995). Desde ese mismo año que tiene despacho profesional propio en Barcelona (1995). Es socio fundador del despacho Nitidus arquitectes, SLP (2004), y desde 2012 también está asociado con el arquitecto Eduard Gutiérrez Colomé.
Desde 2001 es profesor de la Escuela Técnica Superior de Arquitectura La Salle. Entre 1993 y 1994 forma parte del consejo de redacción de la revista DP, que edita el ESTAB.
En 2010, el despacho Nitidus ganó el concurso para la futura Biblioteca Central de Barcelona, obra que todavía no se ha llevado a cabo y que ha sufrido retrasos y modificaciones, y que sería su primera obra pública en la capital catalana.

## Obras destacadas
Estas algunas de las obras públicas construidas por el despacho Nitidus:
- Reforma del Castillo de Cap Roig (Calella de Palafrugell, Bajo Ampurdán, 2016)[5]
- Archivo de Biblioteca del Monasterio de Montserrat (2014)[6]
- Torre Barcelona (Bogotá, Colombia, 2013)
- Reforma de la sede de la Empresa de Telecomunicaciones de Bogotá (Colombia, 2012)
- Centro de Asistencia Primaria (Cubellas, Garraf, 2008)[7]
- II Fase de la sede Can Llong del Club Natación Sabadell (Sabadell, Vallés Occidental, 2004)
- Pabellón Polideportivo (Santa María de Palautordera, Vallés Oriental, 2004)
- Centro de Educación Infantil y Primaria (Vallirana, Bajo Llobregat, 2003)
- Edificio de Equipamientos Municipales en Martorellas (Santa María de Martorellas de Arriba, Vallés Oriental, 2001)
- Instituto de Educación Secundaria Reguissol (Santa Maria de Palautordera, Vallès Oriental, 2001)[8]
- Centro de Educación Infantil y Primaria (El Figaró y Montmany, Vallés Oriental, 1999)
- Teatro Municipal (Palafrugell, Bajo Ampurdán, 1997)